# Čínská národní knihovna

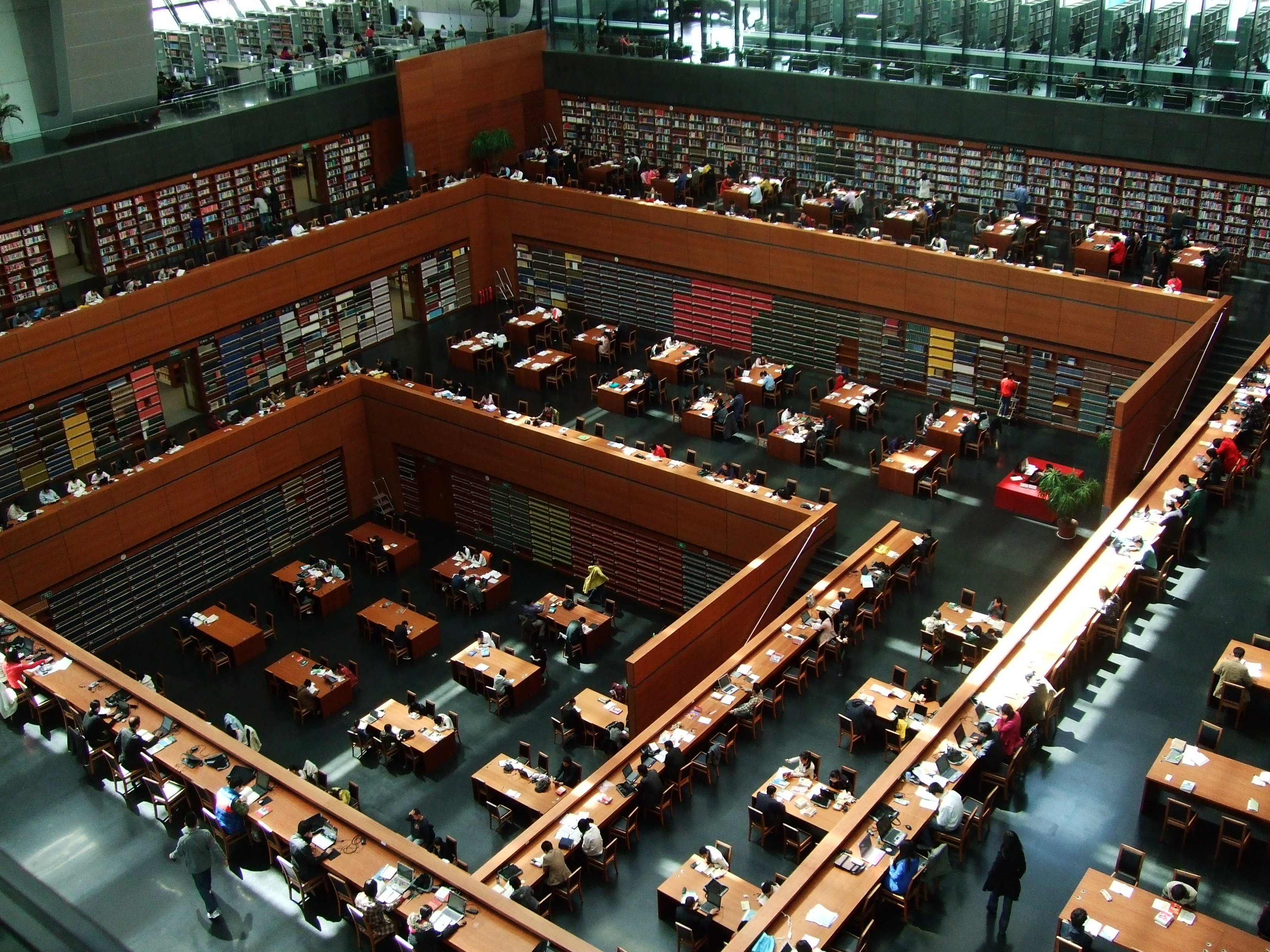
Hlavní hala Čínské národní knihovny

Čínská národní knihovna (čínsky v českém přepisu Čung-kuo Kuo-ťia Tchu-šu-kuan, pchin-jinem Zhōngguó Guójiā Túshūguǎn, znaky zjednodušené 中国国家图书馆, tradiční 中國國家圖書館) je národní knihovna v Pekingu, hlavním městě Čínské lidové republiky. Jedná se o největší knihovnu v celé Asii a o jednu z největších knihoven na celém světě. Má celosvětově největší sbírku čínské literatury.
Sídlí ve třech budovách v městském obvodě Chaj-tien. V nejstarší sídlí od roku 1931, stará budova byla dokončena v roce 1987 a nová budova v roce 2008.

## Dějiny
Byla založena čchingskou správou 24. dubna 1909 pod názvem Knihovna hlavního města (čínsky v českém přepisu Ťing-š’ Tchu-šu-kuan, pchin-jinem Jīngshī Túshūguǎn, znaky 京师图书馆). K oficiálnímu otevření došlo až v druhé polovině roku 1912 po sinchajské revoluci. Od roku 1916 má knihovna právo povinného výtisku.